# Caupenne
Caupenne é uma comuna francesa na região administrativa da Nova Aquitânia, no departamento Landes. Estende-se por uma área de 15,35 km². Em 2010 a comuna tinha 403 habitantes (densidade: 26,3 hab./km²).